# Eurosia trimaculata
Eurosia trimaculata là một loài bướm đêm thuộc phân họ Arctiinae, họ Erebidae.